# Distrito de Vallemaggia
Vallemaggia é um distrito da Suíça, localizado no cantão do Ticino. Tem 569,42 km² de área e sua população em 2019 foi estimada em 5.967 habitantes. Sua sede é a comuna de Cevio.